# Центр гребного слалома Касай
Центр гребного слалома Касай (яп. 葛西 カ ヌ ー ス ラ ロ ーム セ ン タ ー, Kasai kanūsurarōmusentā, англ. Kasai Canoe Slalom Centre) — это центр слалома на каноэ в районе Эдогава столицы Японии Токио. Является первым искусственным водоемом в Японии, где прошли соревнования такого уровня. Максимальная вместимость объекта — 7500 человек.

## Сторительство
Строительные работы, стоимость которых оценивается в 7 миллиардов иен, начались в августе 2017 годанедалеко от парка Касай-Ринкай. Гоночная трасса была завершена в мае 2019 года и официально открыта 6 июля. а здание управления было завершено в декабре 2019 года.

## Технические данные
Трасса для гребли на байдарках и каноэ длиной 200 метров и перепадом высот 4,5 м от старта до финиша соответствует требованиям Международной федерации каноэ и Японской федерации каноэ. Стоимость проекта 7 миллиардов йен.
Места для зрителей, вместе с временными, составляют 7500.

## Дальнейшее использование
Касайский центр слалома на байдарках и каноэ, являющийся олимпийским наследием, по-прежнему будет использоваться после Игр для занятий водными видами спорта и рафтинга для местных жителей и широкой публики.

## Спортивные соревнования
- Гребля на байдарках и каноэ на Олимпийских играх 2020 в Токио.